# Вакуленко Олег Васильович
Олег Васильович Вакуленко (нар. 4 березня 1937 в Херсоні) – український науковець-фізик, доктор фізико-математичних наук (1985), професор кафедри оптики Київського національного університету імені Тараса Шевченка .

## Життєпис
1060 року закінчив Київський університет де відтоді й працює. З 1986 – професор кафедри оптики. 

## Науковець
Область наукових інтересів — оптичні властивості напівпровідників. 
Уперше в СРСР застосував квантово-механічну теорію до аналізу спектра поглинання вільними носіями в напівпровідниках. Він також експериментально виявив і пояснив особливості енергетичного спектра азоту в карбіді кремнію, умови, за яких квантовий вихід фотолюмінесценції поруватого кремнію сягає величини до 20 %, описав спектр фотопровідності поруватого кремнію.

## Основні праці
- ИК поглощение и термостимулированная люминесценция, вызванные неравновесным заполнением примесного азота в кристаллах карбида кремния // ФТП. 1971. Т. 5, № 11 (співавтор);
- Определение глубины залегания электронных ловушек в карбиде кремния методом дополнительного поглощения, вызванного УФ возбуждением кристаллов // УФЖ. 1979. Т. 24, № 6 (співавтор);
- «Аномальный» азот в карбиде кремния // Там само. 1988. Т. 33, № 8;
- Оптическая перезарядка примеси в полупроводниках. К., 1992 (співавтор).

## Відзнаки
- Нагорода Ярослава Мудрого (1997)